# Baralipton severini
Baralipton severini är en skalbaggsart som först beskrevs av Auguste Lameere 1909.  Baralipton severini ingår i släktet Baralipton och familjen långhorningar.
Artens utbredningsområde är Laos. Inga underarter finns listade.